# Rosa López
Rosa María López Cortés (* 14. Januar 1981 in Láchar) ist eine spanische Popsängerin.

## Leben und Wirken
Sie war die Gewinnerin der ersten Staffel der Castingshow Operación Triunfo, wodurch sie zur Vertreterin Spaniens beim Eurovision Song Contest 2002 in Tallinn wurde. Mit dem Popsong Europe’s Living a Celebration erreichte sie den siebten Platz. Sie hatte mit ihrer Musik zahlreiche Auftritte in ganz Spanien und im Fernsehprogramm. 2006 war sie Gewinnerin der Tanzshow ¡Mira quién baila!, der spanischen Version von Let’s Dance.

## Diskografie
Alben
- 2002: Rosa
- 2003: Ahora
- 2004: Ojalá
- 2005: Rosa en concierto (DVD)
- 2006: Me siento viva
- 2008: Promesas
- 2009: Propiedad de nadie
- 2012: Rosa López
- 2017: Kairos
- 2023: Señales